# 토요타 아이시스

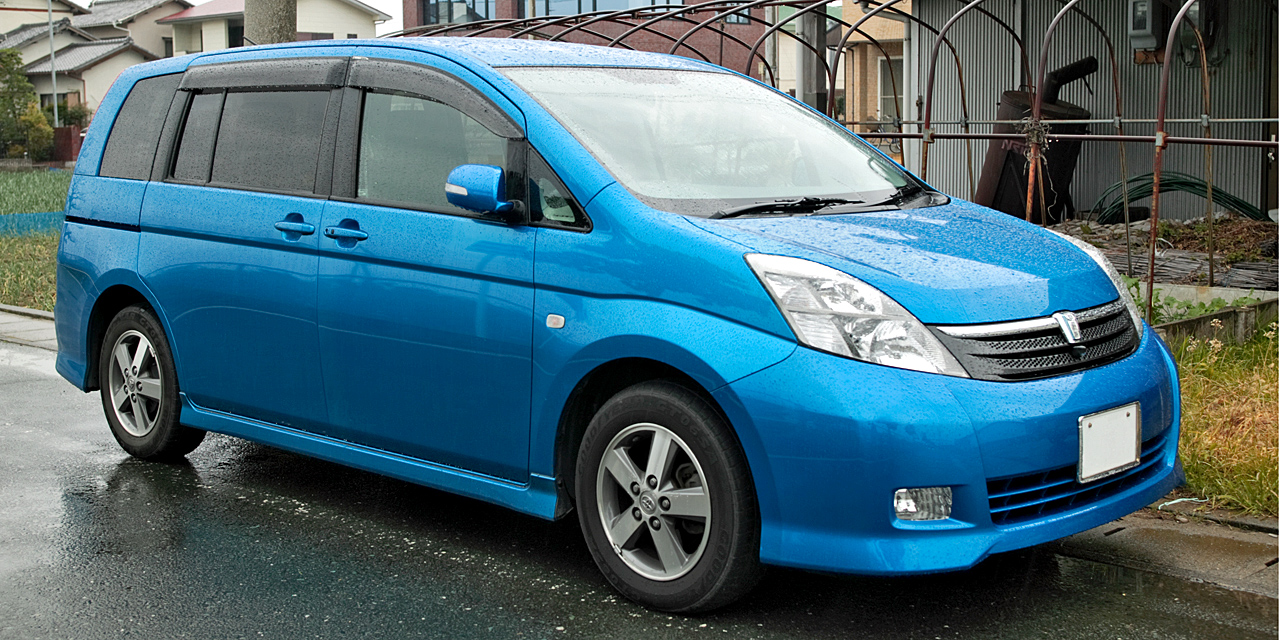
토요타 아이시스(전기형) 정측면

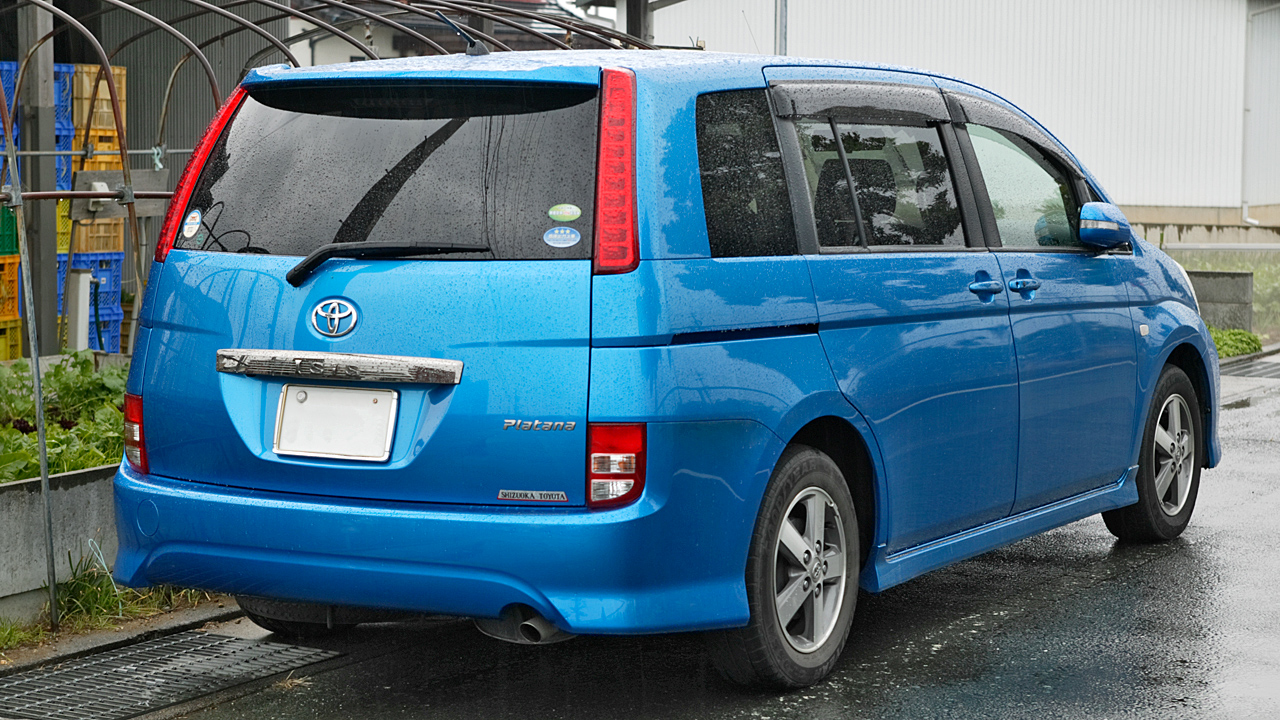
토요타 아이시스(전기형) 후측면

토요타 아이시스(Toyota Isis)는 토요타 자동차가 생산 및 판매하는 미니밴이다. 일본 내수 전용 차종으로 기획되어 전폭 1,700mm 미만(플라타나 트림은 1,710mm)의 5 넘버 차종으로 분류된다. 가이아의 후속 차종인 아이시스는 라움에서 축적된 아이디어가 곳곳에 도입되었는데, 그 중 대표적인 것이 슬라이딩 도어에 B 필러가 내장된 B 필러리스 차체이다. 조수석 측의 B 필러를 없애 조수석 측의 앞·뒤 도어 개폐 시 넓은 개방감을 느낄 수 있고, 승하차 시의 편의성도 높였다. 1,800cc 1ZZ-FE 가솔린 엔진과 2,000cc 1AZ-FSE 가솔린 엔진이 적용되었다. 2007년 5월에 일부 개량을 거쳐 디자인도 소폭 변경되었고, 2009년 9월부터는 1,800cc 2ZR-FAE 가솔린 엔진과 2,000cc 3ZR-FAE 가솔린 엔진으로 대체되었다. 2004년 9월 출시 이래 개인용 승용차로는 드물게 출시된 지 10년이 넘었음에도 풀 모델 체인지가 실시되지 않았으나, 2017년 12월에 후속 차종 없이 단종되었다.

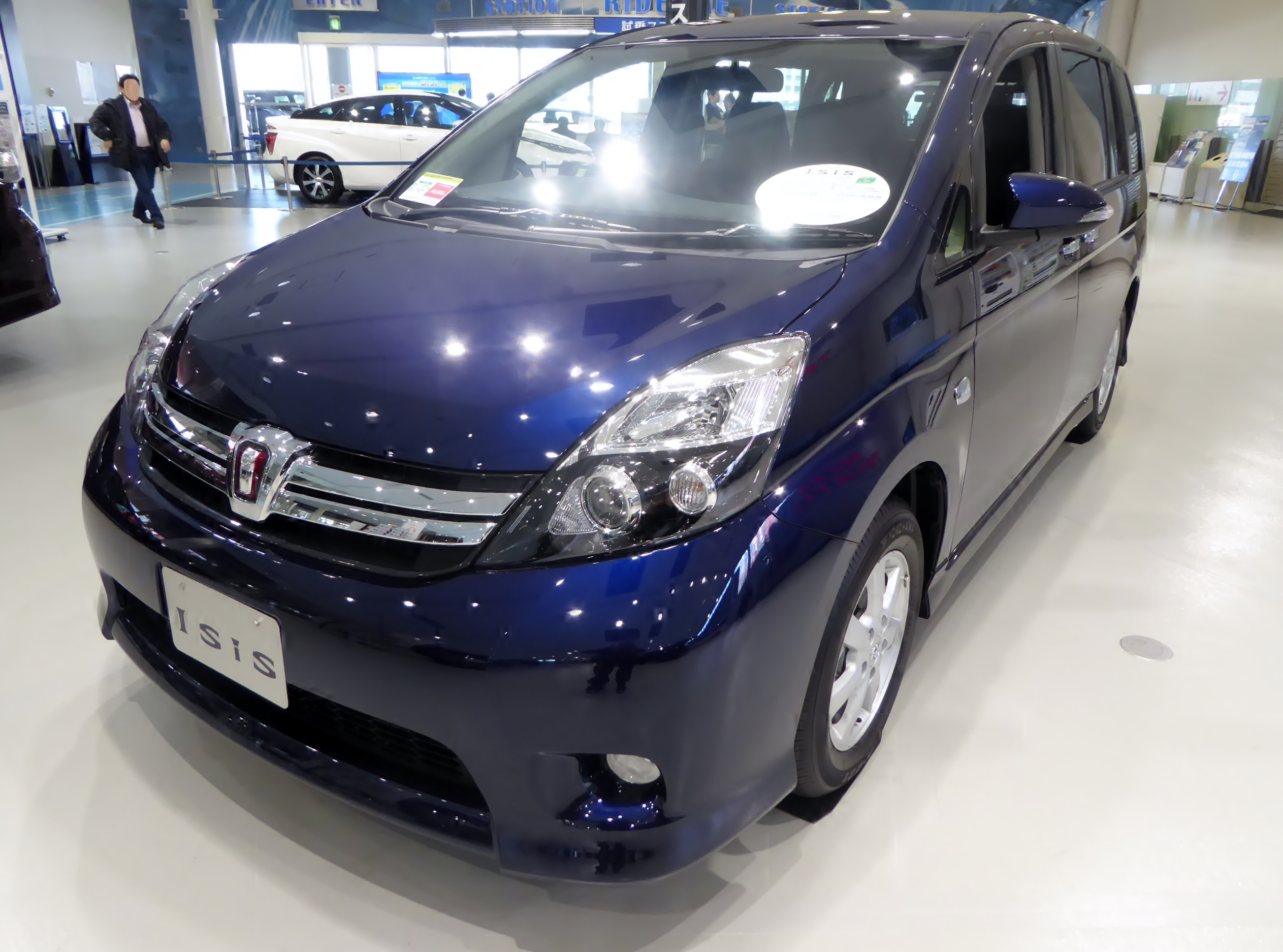
토요타 아이시스(후기형) 정측면
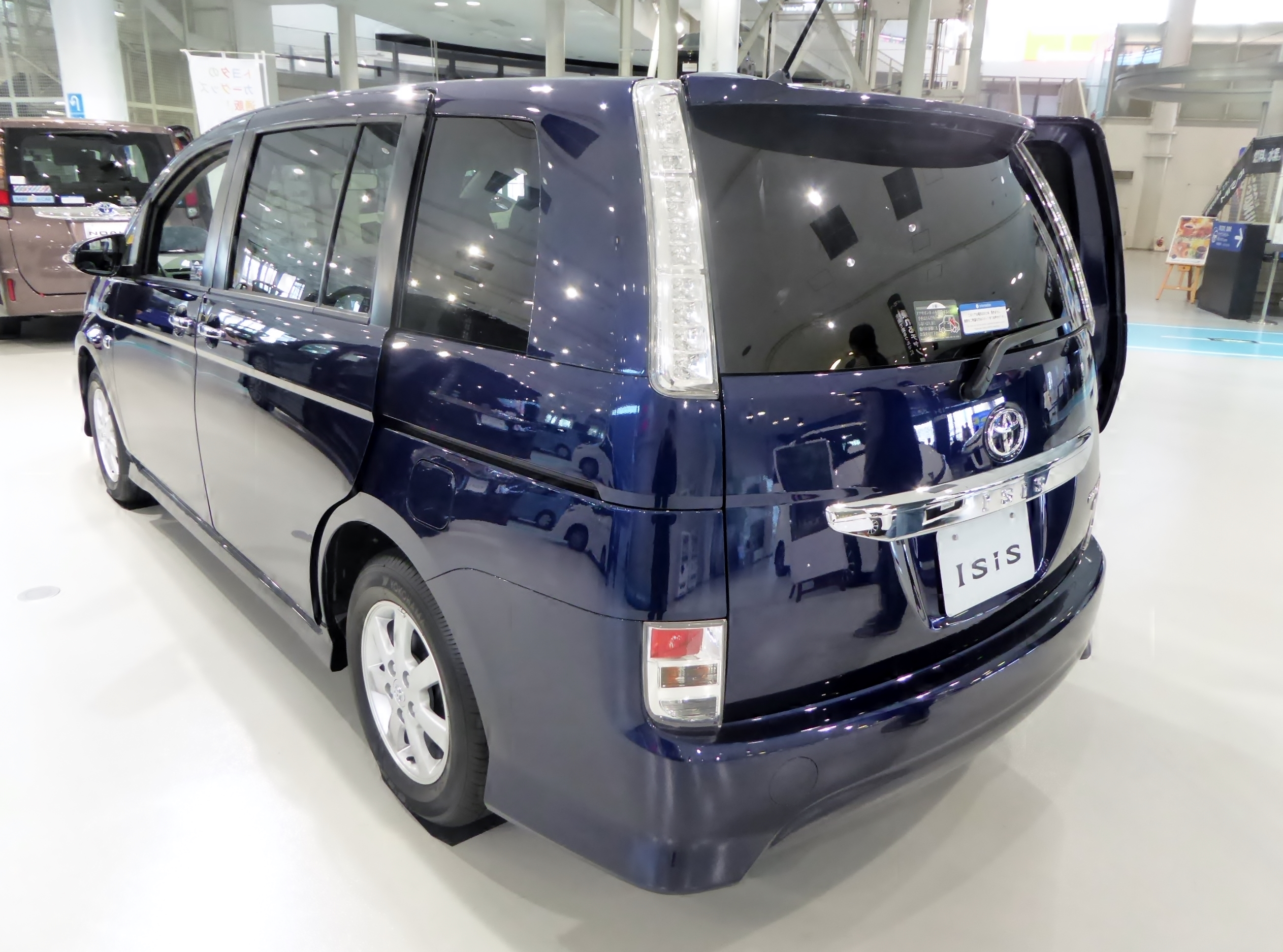
토요타 아이시스(후기형) 후측면